# لويس بينيدا
لويس بينيدا (بالإنجليزية: Luis Pineda)‏ هو لاعب كرة قاعدة أمريكي، ولد في 17 أكتوبر 1974 في سان كريستوبال في جمهورية الدومينيكان.